# Herta Däubler-Gmelin
Herta Däubler-Gmelin (ur. 12 sierpnia 1943 w Bratysławie) – niemiecka polityk i prawniczka, działaczka Socjaldemokratycznej Partii Niemiec (SPD), długoletnia parlamentarzystka, w latach 1998–2002 minister sprawiedliwości.

## Życiorys
Urodziła się na terytorium Państwa Słowackiego. W 1962 ukończyła szkołę średnią, następnie studiowała historię, prawo, ekonomię oraz nauki polityczne na uniwersytetach w Tybindze i Berlinie. W 1969 i 1974 zdała państwowe egzaminy prawnicze I oraz II stopnia. Była urzędnikiem sądowym, a w 1974 podjęła praktykę adwokacką w Stuttgarcie, specjalizując się w prawie pracy. W latach 90. podjęła działalność akademicką na Wolnym Uniwersytecie Berlina.
W 1965 wstąpiła do SPD, od 1978 do 2005 była członkinią zarządu federalnego, a w latach 1988–1997 wiceprzewodniczącą partii. W 1972 po raz pierwszy została wybrana w skład Bundestagu. Z powodzeniem ubiegała się o reelekcję w wyborach w 1976, 1980, 1983, 1987, 1990, 1994, 1998, 2002 i 2005, zasiadając w niższej izbie niemieckiego parlamentu do 2009. W październiku 1998 objęła urząd ministra sprawiedliwości w pierwszym rządzie Gerharda Schrödera, który sprawowała do października 2002.